# Parectopa viminea
Parectopa viminea är en fjärilsart som beskrevs av Edward Meyrick 1915. Parectopa viminea ingår i släktet Parectopa och familjen styltmalar.
Artens utbredningsområde är Peru. Inga underarter finns listade i Catalogue of Life.